# Аустрија на Европском првенству у атлетици на отвореном 1934.
Аустрија је учествовала на 1. Европском првенству у атлетици на отвореном одржаном од 7. до 9. јуна 1934. на стадиону Бенито Мусолини у Торину у Италији. Била је једна од 23 земље учеснице. Аустрију је представљало 6 атлетичара који су се такмичили у 6 дисциплина.
На овом такмичењу учесници из Аустрије нису освојили ниједну медаљу, а постављен је 1 национални рекорд у 400 метара са препонама.

## Учесници
- Георг Пухбергер — 800 м, 1.500 м
- Ернст Лајтнер — 110 м препоне, 400 м препоне
- Јофан Лангмајер — 110 м препоне,
- Франц Тушек — Маратон
- Рудолф Вебер — Маратон
- Емил Јанауш — Бацање диска

## Резултати

### Мушкарци
| Атлетичар       | Дисциплина    | Лични рекорд | Квалификације | Квалификације | Полуфинале             | Полуфинале             | Финале                 | Финале            | Детаљи |
| Атлетичар       | Дисциплина    | Лични рекорд | Резултат      | Место         | Резултат               | Место                  | Резултат               | Место             | Детаљи |
| --------------- | ------------- | ------------ | ------------- | ------------- | ---------------------- | ---------------------- | ---------------------- | ----------------- | ------ |
| Георг Пухбергер | 800 м         |              | 1:57,0        | 4. у гр. 3    | Није се квалификовао'' | Није се квалификовао'' | Није се квалификовао'' | 10 / 12           |        |
| Георг Пухбергер | 1500 м        |              | 4:04,9        | 5. у гр. 1    | Није се квалификовао'' | Није се квалификовао'' | Није се квалификовао'' | 14 / 14           |        |
| Јохан Лангмајер | 110 м препоне | 14,9         | 27,3          | 3. у гр. 4 КВ | 30,0                   | 6. у пф. 2             | Није се квалификовао   | 11. / 14 (17)     |        |
| Ернст Лајтнер   | 110 м препоне |              | 15,2          | 2. у гр. 2 КВ | 15,9                   | 3. у пф. 1             | Дисквалификован        | Дисквалификован   |        |
| Ернст Лајтнер   | 400 м препоне |              | 56,5          | 3. у гр. 1 КВ |                        |                        | 55,2 НР                | 5. / 6 (7)        |        |
| Франц Тушек     | маратон       |              |               |               |                        |                        | Није засршио трку      | Није засршио трку |        |
| Рудолф Вебер    | маратон       |              |               |               |                        |                        | Није засршио трку      | Није засршио трку |        |
| Емил Јанауш     | бацање диска  |              | 45,01         | 8. / 11       |                        |                        |                        |                   |        |